# Eriochloa australiensis
Eriochloa australiensis är en gräsart som beskrevs av Otto Stapf och Albert Thellung. Eriochloa australiensis ingår i släktet Eriochloa och familjen gräs. Inga underarter finns listade i Catalogue of Life.